# 班克斯島苔原狼
班克斯島苔原狼（Canis lupus bernardi）是灰狼的一个已灭绝亚种，仅分部于北极群岛的班克斯島和维多利亚岛。

## 分类学
在分类學參考書世界哺乳动物物种第三版中，它被确认为狼的一个亚种。

## 描述
狼被描述为“背部脊上有黑尖头发的白色”。它被正式发现、分类，并以彼得.伯納徳和約瑟夫.F.伯納徳的名字命名。他的侄子伯纳德在他们收集成年雄性皮肤和头骨并带到加拿大国家博物馆后。发现的亚种标本很少，总共大约有三个或四个。可再生能源部于1993年3月进行了一项调查，对该地区的狼和驯鹿种群进行编目。虽然发现并记录了一些驯鹿，以及许多其他土著动物物种，但没有发现一只狼。据信，维多利亚岛的人口在1918年至1952年间灭绝，其中一个来源是在1920年左右提出的。